# Ebere Onwudiwe
 (juin 2021).
Le contenu est difficilement compréhensible vu les erreurs de traduction, qui sont peut-être dues à l'utilisation d'un logiciel de traduction automatique.
Ebere Onwudiwe (10 octobre 1952 — 9 janvier 2021) est un économiste politique nigérian résidant à Abuja, au Nigeria.

## Biographie
Il effectue son enseignement de premier cycle à l'American College de la Suisse en 1979 et à l'Université des Sciences et des Arts en 1980. Il est diplômé d'un master par l'Université d'État de Floride en 1983 avec une thèse intitulée "Central banks and the theory of bureaucracy", et d'un doctorat en science politique en 1986 avec une thèse intitulée "International trade intensities and domestic policy dependency  : a case study of Nigeria."
Il a été professeur de politique et d'économie à la Central State University à Wilberforce, dans l'Ohio et a été professeur invité à l'Université d'État de l'Ohio, à Columbus (Ohio) ; Antioch College à Yellow Springs et à l'Université de la Paix des Nations unies, au Costa Rica. En 2013, il est nommé directeur exécutif du Ken Nnamani Centre for Leadership and Development.

## Carrière professionnelle
Onwudiwe a servi comme consultant en gouvernance avec la Commission économique pour l'Afrique dans Addis-Abeba, en Éthiopie. Il est co-auteur de l'exposé sur la gouvernance africaine publié par l'Oxford University Press en 2007, a servi dans les comités nationaux de gouvernement fédéral du Nigeria et le gouvernement du Territoire de la capitale fédérale, a été un consultant pour le Comité de gouvernement constitué fédérale technique sur le delta du Niger, et est un membre distingué à la Centre pour la démocratie et le développement.
Ses commentaires sur l'Afrique sont apparus dans de nombreux médias américains et internationaux, notamment  The Christian Science Monitor , The New York Times, l’International Herald Tribune, Le Congressional Record, l'Institut des États-Unis pour la paix, Sénat américain, le Los Angeles Times, et le Guardian (Nigeria) dont il était un contributeur régulier.

### Animateur de Télévision
À partir de 2013 Onwudiwe commence sa propre émission "La Conférence" sur le Nigerian Television Authority (NTA). Lors de l'émission, Ebere discute des questions nationales importantes avec divers acteurs de la société civile nigériane et le gouvernement.

## Revue internationale des études africaines
Il a relancé le Journal des relations humaines. Il change son nom pour Le Journal international des études africaines  (IJAS), et en devient le rédacteur en chef de 1997 à 2007. Le IJAS a publié plus de 100 articles évalués par des pairs collègues. 90 pour cent d'entre eux écrits par des universitaires africains dont les articles sont rarement publiés par les revues eurocentriques[Quoi ?].

## Publications (liste partielle)
Livres :
- (coéditeur avec Minabere Ibelema) Afro-Optimism: Perspectives on Africa's Advances Westport, Conn. : Praeger, 2003.  (ISBN 0-275-97586-X) According to WorldCat, the book is held in 682 libraries[10]
- (coéditeur avec Adigun A B Agbaje & Larry Jay Diamond) Nigeria's Struggle for Democracy and Good Governance Ibadan, Nigeria : Ibadan University Press, 2004  (ISBN 978-9781214004)
  - Compte Rendu, par Rita Kiki Edozie, African Studies Review, v49 n1 (Apr. 2006): 182–183
- (coéditeur avec Eghosa E Osaghae) The Management of the National Question in Nigeria University of Ibadan, 2001  (ISBN 9789783420397)
- (coéditeur avec Rotimi T Suberu) Nigerian Federalism in Crisis: Critical Perspectives and Political Option.Ibadan : Programme on Ethnic and Federal Studies, Department of Political Science, University of Ibadan, 2005   (ISBN 9789783642133)

Articles :
- "Africa's Other Story" Current History 101, no. 655, (2002): 225
- "How Oil Put Africa Back on the Map"  Transition, n99 (2008): 148–152
- (with Minabere Ibelema; Mathurin C Houngnikpo) "Review Essays – Africa Between Despair and Hope – Afro-Optimism: Perspectives on Africa's Advances"  African studies review. 47, no. 2, (2004): 131
- A Critique of Recent Writings on Ethnicity and Nationalism Research in African Literatures, v32 n3 (Autumn, 2001): 213–228

Parmi ses autres publications :
- (avec Apollos O. Nwauwa) "Between Tradition and Change: Sociopolitical and Economic Transformation Among the Igbo of Nigeria" Glassboro, N.J. : Goldline & Jacobs Pub., 2012  (ISBN 9789784949873)
- "On the Sovereign National Conference" Issue: A Journal of Opinion, v27 n1 (1999): 66–68
- (avec Chloe Berwind-Dart) "Breaking the Cycle of Electoral Violence in Nigeria" « Breaking the Cycle of Electoral Violence in Nigeria », United States Institute of Peace (consulté le 24 décembre 2012)